# Sous-région de Pieksämäki
La sous-région de Pieksämäki (finnois : Pieksämäen seutukunta) est une sous-région de la Savonie du Sud en Finlande.
Au niveau 1 (LAU 1 ) des unités administratives locales définies par l'union européenne elle porte le numéro 105.

## Municipalités
La sous-région de Pieksämäki est composée des municipalités suivantes :
| Blason             | Municipalité            |
| ------------------ | ----------------------- |
| Joroisten vaakuna  | Joroinen (municipalité) |
| Juvan vaakuna      | Juva (municipalité)     |
| Pieksämäen vaakuna | Pieksämäki (ville)      |

## Population
Depuis 1980, l'évolution démographique de la sous-région de Pieksämäki, au périmètre du 1er janvier 2017, est la suivante:
| Année      | 1980   | 1985   | 1990   | 1995   | 2000   | 2005   | 2010   |
| ---------- | ------ | ------ | ------ | ------ | ------ | ------ | ------ |
| population | 39 045 | 39 287 | 38 970 | 37 616 | 35 591 | 33 954 | 32 225 |

## Politique
Les résultats de l'élection présidentielle finlandaise de 2018:
- Sauli Niinistö   67.2 %
- Matti Vanhanen   7.5 %
- Paavo Väyrynen   6.9 %
- Pekka Haavisto   6.8 %
- Laura Huhtasaari   6.2 %
- Tuula Haatainen   3.2 %
- Merja Kyllönen   1.8 %
- Nils Torvalds   0.4 %